# جاستن بور (لاعب دوري الرغبي)
جاستن بور (بالإنجليزية: Justin Poore)‏ هو لاعب دوري الرغبي أسترالي، ولد في 26 يناير 1985 في برث في أستراليا.